# Batman Begins
Batman Begins ist eine US-amerikanische Comicverfilmung des Regisseurs Christopher Nolan aus dem Jahre 2005. Der Film ist ein Reboot der Batman-Geschichte und erzählt den Batman-Mythos auf realistischere Weise neu, wofür er sich inhaltlich an keiner der vorherigen Verfilmungen orientiert. Christian Bale ist in der Rolle des Titelhelden zu sehen.
Der Film spielte 374,2 Millionen US-Dollar ein. Die Produktionskosten lagen bei 150 Millionen US-Dollar. Der Film startete am 15. Juni 2005 in den deutschen Kinos.

## Handlung
Als kleiner Junge stürzt Bruce Wayne beim Spielen in einen alten Brunnen und wird dort von einem Schwarm Fledermäuse attackiert. Seitdem hat er panische Angst vor diesen Tieren. Später besucht er mit seinen wohlhabenden wie auch wohltätigen Eltern Thomas und Martha Wayne die Oper im nahegelegenen Gotham City. Durch die als Fledermäuse kostümierten Darsteller verängstigt, drängt er seine Eltern dazu, die Aufführung vorzeitig zu verlassen. In einer Seitenstraße überfällt der Straßenräuber Joe Chill die Familie und erschießt Thomas und Martha. Der junge Bruce bleibt traumatisiert zurück und wird vom treuen Butler Alfred Pennyworth großgezogen.
Vierzehn Jahre später soll Chill vorzeitig begnadigt werden, wenn er gegen seinen ehemaligen Zellengenossen aussagt, den mächtigen Mafiaboss Carmine Falcone. Der mittlerweile zu einem verbitterten jungen Mann herangewachsene Wayne sieht seine Chance auf Rache gekommen und will Chill nach der Gerichtsverhandlung erschießen, jedoch kommt ihm eine von Falcone beauftragte Auftragsmörderin zuvor. Waynes Kindheitsfreundin, die Staatsanwältin Rachel Dawes, ist erschüttert, als Wayne ihr seine geplante Mordtat gesteht, und wirft ihm vor, dass sein Vater sich für ihn schämen würde. Davon beeindruckt begleitet Wayne Falcone in einen Nachtclub. Der Mafiaboss, ungerührt von Waynes Auftritt, brüstet sich mit seiner Macht, die er nur der Angst der Leute verdanke, und lässt den jungen Mann hinauswerfen. Wayne reist daraufhin um den gesamten Globus, um kriminelles Denken zu erforschen und seine Ängste zu überwinden. Zum Schein beteiligt er sich an verschiedensten Orten auf der Welt an Verbrechen, wird im Grunde seines Herzens jedoch nie ein Krimineller.
Seine Forschungsreise endet damit, dass er in einem Gefängnis im Himalaya landet. Dort bekommt er Besuch von dem geheimnisvollen Henri Ducard. Dieser bietet Wayne an, sich der „Gesellschaft der Schatten“ anzuschließen, einer geheimen Organisation unter der Führung von Ra’s al Ghul, die Verbrecher bekämpft. Nach seiner Entlassung sucht er Ra’s al Ghul in dessen Bergpalast auf. Dort trifft er erneut auf Ducard, der ihn zum Ninja ausbildet. Der endgültigen Aufnahme in die Gesellschaft der Schatten widersetzt er sich jedoch, da er sich weigert, einen Mörder zu exekutieren. Auch lehnt er Ra’s al Ghuls Plan ab, seine von Kriminalität durchsetzte Heimatstadt Gotham City zu zerstören. Er muss fliehen, wobei der Bergpalast in Brand gerät und Ra’s al Ghul in den Flammen umkommt. Wayne schafft es mit letzter Kraft, dem bewusstlosen Ducard das Leben zu retten, und lässt ihn bei einigen Einheimischen zurück.
Nach sieben Jahren Abwesenheit kehrt Wayne nach Gotham City zurück, wo er bereits als tot galt, um dort dem organisierten Verbrechen den Kampf anzusagen. In der Öffentlichkeit als schnöseliger, reicher Playboy auftretend, bekundet er außerdem sein Interesse an Wayne Enterprises, dem langjährigen Unternehmen seiner Familie, das mittlerweile der skrupellose William Earle leitet. In der Firma lernt er den brillanten Entwickler Lucius Fox kennen. Das ehemalige Vorstandsmitglied, von Earle aufs Abstellgleis geschoben, verwahrt in einer gewaltigen Kelleranlage sämtliche Forschungsprojekte des Unternehmens, darunter nie vermarktete Prototypen wie einen speziellen Schutzanzug und ein gepanzertes Fahrzeug, genannt „Tumbler“, die er Wayne zur Verfügung stellt. Außerdem entdeckt Wayne unter seinem Anwesen Wayne Manor eine große Höhle und richtet dort seine Operationsbasis ein, die Bathöhle. Mit Alfreds Hilfe entwickelt er aus Fox’ Ausrüstung einen Kampfanzug und nimmt als maskierter Kämpfer, in Anlehnung an sein eigenes Kindheitstrauma, die Identität Batman an. Er überwacht Polizisten und nimmt Kontakt zu Sergeant James Gordon auf, einem der wenigen nicht käuflichen Polizisten Gothams. Er informiert sich bei Gordon, wie er Falcone das Handwerk legen kann.
Bei seinen Nachforschungen findet er heraus, dass Falcone mit dem Psychiater Dr. Jonathan Crane zusammenarbeitet, der ein Halluzinogen entwickelt hat, das die größten Ängste eines Menschen hervorruft und verstärkt. Batman gelingt es, Falcone und andere bisher unantastbare Kriminelle an die Polizei auszuliefern und Rachel Dawes Druckmittel gegen korrupte Bürokraten, u. a. den zuständigen Strafrichter, zu übergeben. Im Gefängnis erhält Falcone Besuch von Doktor Crane, für den er schon seit Monaten große Mengen der Angstdroge nach Gotham einschmuggeln ließ. Dieser deutet an, dass er für einen weit mächtigeren Mann als Falcone arbeitet. Er verabreicht Falcone sein Toxin, das den Mafiaboss wahnsinnig werden lässt, und bringt ihn in seine psychiatrische Klinik Arkham. Batmans weitere Nachforschungen führen ihn zu Crane, der den Unvorbereiteten ebenfalls vergiftet, mit Benzin überschüttet und anzündet, wobei Batman nur knapp mit dem Leben davonkommt. Alfred rettet ihn rechtzeitig und Lucius Fox entwickelt ein Gegenmittel für die Droge. Dieses wirkt gleichzeitig als Impfung, wodurch Batman fortan immun gegen das Halluzinogen ist.
Dawes besucht Crane in Arkham, wo dieser enthüllt, dass er seine Anstaltsinsassen das Halluzinogen schon seit längerer Zeit in die Hauptwasserversorgung der Stadt einleiten lässt. Dawes will fliehen, doch Crane nimmt sie gefangen und verabreicht ihr eine tödlich wirkende Dosis der Droge. Da erscheint Batman, schaltet Cranes Handlanger aus, überwältigt den Doktor und verabreicht ihm eine Dosis seines eigenen Halluzinogens. Unter Einfluss der Droge behauptet Crane, für Ra’s al Ghul zu arbeiten. Mit Gordons Hilfe kann Batman die Anstalt mit der sterbenden Dawes vor dem anrückenden SWAT-Team verlassen. Nach einer Verfolgungsjagd mit der Polizei bringt er sie in die Bathöhle und verabreicht ihr rechtzeitig das Gegengift.
Auf der Feier zu seinem 30. Geburtstag weist Wayne Fox an, mehr Gegenmittel herzustellen. Fox entgegnet, dass das Gift im Wasser keine Auswirkungen habe, da es nur über die Lungen aufgenommen wird. Dabei erinnert er sich, dass der Vorstandsvorsitzende Earle ihn nach einem verschwundenen Mikrowellensender gefragt hat, der Wasser verdampfen lassen kann.
Auch Ducard taucht auf der Feier auf und gibt sich als der echte Ra’s al Ghul zu erkennen. Der Mann, der damals im Palast umkam, war nur ein Strohmann zum Schutz der eigenen Identität. Um seine Gäste zu schützen, wirft Wayne diese durch vorgespielte Betrunkenheit aus dem Haus. Anschließend stellt er seinen ehemaligen Mentor zur Rede. Al Ghul bestätigt, dass Crane tatsächlich für ihn arbeitet, und erzählt Wayne von seinem Plan, Gotham zu zerstören: Die Gesellschaft der Schatten bekämpfe seit Jahrhunderten kriminelle und korrupte Gesellschaften und brachte beispielsweise pestinfizierte Ratten auf römische Handelsschiffe oder legte den großen Brand von London im Jahr 1666. Auch habe die Gesellschaft der Schatten schon einmal mit Hilfe von Ökonomie versucht, Gotham zu vernichten. Dieser Plan scheiterte jedoch an Thomas Wayne durch dessen Engagement und dessen Tod, da hierdurch kurzzeitig die Reichen der Stadt durch Stiftungen halbherzig versuchten, den Verfall Gothams aufzuhalten. Dann lässt al Ghul Wayne niederschlagen und Wayne Manor in Brand stecken. Nur mit Alfreds Hilfe kann Wayne sich in die Bathöhle retten.
Al Ghul und seine Gruppe bringen mit Hilfe der entwendeten Mikrowellenwaffe das mit dem Halluzinogen verseuchte Trinkwasser zum Verdampfen und lösen eine Massenpanik in einigen Stadtteilen aus. Al Ghul plant, mit Gothams Hochbahn in den Wayne-Tower, das Zentrum von Gotham, zu rasen und somit alle Wasserleitungen in der ganzen Stadt zu sprengen. Währenddessen trifft Dawes in dem Getümmel erneut auf Crane, der sich nun Scarecrow nennt. Sie kann den ehemaligen Anstaltsleiter mit ihrem Elektroschocker verjagen. Batman gelangt in den fahrenden Zug und stellt al Ghul. In dem folgenden Kampf zerstört al Ghul die Steuerung, sodass der Zug nicht mehr stoppen kann. Gordon gelingt es jedoch, die Schienen kurz vor dem Wayne-Tower mithilfe von Batmans Batmobil, dem „Tumbler“, zu zerstören. Batman, dessen Kodex es verbietet, al Ghul zu töten, entscheidet sich dazu, „ihn auch nicht retten zu müssen“, und lässt ihn mit dem entgleisenden Hochbahnzug in den Tod stürzen.
Dawes, die durch eine bewusste Äußerung Batmans dessen wahre Identität kennt, erklärt Wayne, dass sie nicht mit ihm zusammen sein kann, da sie Wayne liebt und nicht Batman. Jedoch korrigiert sie ihre frühere Meinung und lobt ihn mit den Worten, dass sein Vater stolz auf ihn wäre. Wayne feuert Earle und setzt Fox als neuen Vorstandsvorsitzenden von Wayne Enterprises ein, dessen mehrheitliche Aktienanteile er in den vergangenen Wochen heimlich aufgekauft hatte. Gordon installiert auf einem Dach ein Lichtsignal zum Hilferuf an Batman, den neuen Beschützer von Gotham City. Er berichtet Batman, dass kürzlich ein brutaler Bankräuber aufgetaucht sei, der einen Doppelmord begangen und eine Joker-Spielkarte hinterlassen habe. Batman verspricht Gordon, sich darum zu kümmern.

## Produktion
Nach Tim Burtons erfolgreichen Adaptionen (Batman/1989 und Batmans Rückkehr/1992) blieb die Batman-Reihe unter der Regie von Joel Schumacher hinter den Erwartungen zurück (Batman Forever/1995 und Batman & Robin/1997). Warner Bros., die im Besitz der Rechte sind, sahen ihr Franchise in eine Sackgasse manövriert und zögerten, weitere Leinwandausflüge des Helden zu genehmigen. Erst nach dem ungeheuren Erfolg der X-Men- (ab 2000) und der Spider-Man-Reihe (ab 2002) wollte Warner Bros. eines seiner stärksten Zugpferde wieder ins Rennen schicken. Lange war man auf der Suche nach einem geeigneten Regisseur, der den Batman-Mythos neu von vorne aufrollen sollte. Man entschloss sich für Christopher Nolan, der nach Memento (2000) und Insomnia (2002) einen Ruf als Regisseur mit Tiefe erlangt hatte.

### Drehbuch und Comicvorlagen
Der Film sollte die Anfänge des „Dunklen Ritters“ auf eine möglichst moderne und realistische Weise erzählen, ganz im Gegensatz zu früheren Verfilmungen. Zusammen mit David S. Goyer, der über das nötige Hintergrundwissen zu den Comics verfügte und schon immer an einer Batman-Verfilmung mitarbeiten wollte, entwickelte Nolan ein Drehbuch. Unterschiedliche Comics beeinflussten Design und Story des Filmes. Widersacher Ra’s al Ghul hat seinen Ursprung in den Batman-Comics der 1970er Jahre von Dennis O’Neil und Neal Adams. Die Entwicklung von Bruce Wayne zu Batman wurde zu großen Teilen von O’Neils Comic The Man Who Falls von 1989 inspiriert. Die realistische Darstellung der Geschichte und das Verhältnis zwischen Gordon und Batman haben ihren Ursprung vor allem aus Frank Millers Batman: Year One (1987) und The Dark Knight Returns (1986). Aus Batman: Year One stammt zudem die Schlussszene, als Gordon erzählt, dass ein geheimnisvoller Bösewicht aufgetaucht sei, welcher sich „der Joker“ nennt. Dieser hatte gedroht, die Trinkwasserversorgung von Gotham City zu vergiften, was dagegen im Film die Idee von Ra’s al Ghul und Scarecrow ist. Die Reihe Batman: The Long Halloween (1996–1997) von Jeph Loeb und Tim Sale schließlich diente unter anderem als Grundlage für die Geschichte um Mafiaboss Carmine Falcone. Warner Bros. war zufrieden mit dem fertigen Script und gab dem Independent-Regisseur größtmögliche künstlerische Freiheit. Die Produktion des Filmes unterlag größter Geheimhaltung, alle Drehbücher, Verträge und Dokumente waren mit dem Filmtitel Intimidation Game versehen.

### Casting
Die Suche nach einem Batman-Darsteller gestaltete sich schwierig und es kamen immer wieder neue Namen ins Gespräch. Letzten Endes entschied man sich für Christian Bale, der in erster Linie als Charakterdarsteller gilt und dem Titelhelden die nötige Tiefe geben sollte. Bale war aufgrund seiner Dreharbeiten zu The Machinist erst erheblich zu dünn für die Rolle. Auf Zuraten von Nolan, so viel zuzunehmen wie möglich, brachte es Bale durch eine Ernährungsumstellung und ausgiebiges Training auf 110 kg, was ihm unter Crewmitgliedern den Spitznamen „Fatman“ bescherte. Zu Drehbeginn hatte er wieder genug abgenommen, um einen sowohl starken als auch agilen Superhelden realistisch darstellen zu können.
Auch die Nebenrollen wurden mit etablierten Schauspielern besetzt, darunter Morgan Freeman, Liam Neeson, Rutger Hauer, Michael Caine, Katie Holmes, Tom Wilkinson, Cillian Murphy und Gary Oldman.

### Kostüm
Batmans Anzug sollte sowohl furchteinflößend als auch funktional sein. Man entschied daher, dass Bruce Wayne einen modifizierten Kampfanzug verwenden sollte. Er wurde aus Latex gefertigt und an den Körper des Hauptdarstellers angepasst. Bale bat darum, die Halspartie so zu fertigen, dass er den Kopf frei bewegen kann, um beim Umhersehen nicht wie in früheren Verfilmungen den ganzen Oberkörper bewegen zu müssen. Um einen fellähnlichen Umhang zu haben, der trotzdem wasserabweisend ist, wurde ein eigens für den Film gefertigter, beflockter Nylonstoff verwendet. Die Idee eines flexiblen Stoffes, der durch Strom fest wird, basierte auf Forschungen des amerikanischen Verteidigungsministeriums.

### Drehorte

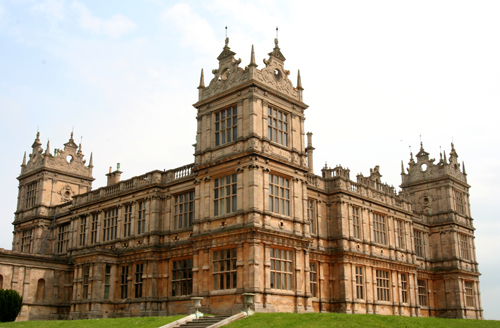
Als Wayne Manor wurden die Mentmore Towers in Buckinghamshire gewählt

Damit der Film nicht wie ein vollständiges Filmstudioprodukt wirkt, wurden einige Szenen unter freiem Himmel verwirklicht. So wurde das im Himalaya spielende Training an einem Gletscher mit angrenzendem, zugefrorenem See in Island gedreht. Regnerisches Wetter und das langsame Auftauen des Sees erschwerten die Dreharbeiten erheblich.
Gotham City sollte nach Vorstellungen von Christopher Nolan und Produktionsdesigner Nathan Crowley wie eine überzogene Version von New York City wirken. Die Totalen der Stadt sind Kombinationen aus Modellen und computergenerierten Aufnahmen. Die 3-D-Modelle wurden durch tausende Fotos von Chicago texturiert. In der amerikanischen Großstadt entstanden auch einige Filmaufnahmen, die im Nachhinein durch computeranimierte Modelle des Wayne Towers und der Einschienenbahn ergänzt wurden. Große Teile der Narrows und andere Straßenzüge Gotham Citys wurden in Hangar 2 in Cardington errichtet. Das Set war mit über 20.000 Quadratmetern Gesamtfläche dreimal größer als die größte herkömmliche Studiobühne, um die Konstruktion einer fiktiven Großstadt zu verwirklichen. Als Anwesen der Familie Wayne dienten die Mentmore Towers in Buckinghamshire als Drehort. Die darunter liegende Höhle hingegen wurde vollständig aus Holzgerüsten auf einem Set in den Shepperton Studios errichtet, das anschließend geflutet wurde.
Als Kulisse für Szenen in der psychiatrischen Klinik Arkham diente ein Treppenhaus des verlassenen Midland Grand Hotel in London (seit 2011 St Pancras Renaissance London Hotel).

### Stunts
Die Kämpfe im Film sollten nicht tänzerisch, sondern roh und effektiv wirken. Der im Film genutzte Kampfstil basiert daher auf der Keysi Fighting Method, die vor allem als Selbstverteidigung und im Street Fighting eingesetzt wird. Christian Bale war durch exzessives Training in der Lage, alle Kampfszenen selbst auszuführen.
Christopher Nolan war es für die realistische Wirkung des Filmes wichtig, so viele Stunts wie möglich tatsächlich am Drehort auszuführen und Computeranimationen nur in Ausnahmen einzusetzen. Für den Tumbler, das Batmobil des Filmes, wurde daher ein fahrtüchtiger Eigenbau konstruiert. Das von den Machern als eine Mischung aus Humvee, Lamborghini und Tarnkappenbomber bezeichnete Fahrzeug wog 2,5 Tonnen. Bei der Verfolgungsjagd mit der Polizei beschleunigte Stuntfahrer George Cottle das Gefährt auf bis zu 160 km/h. Um auch bei diesen hohen Geschwindigkeiten dynamische Kamerafahrten zu ermöglichen, wurde ein computergesteuerter Kamerakran auf das Dach eines Mercedes ML 55 montiert. Die Konstruktion wurde als der Ultimate Arm bezeichnet.
Das Finale der entgleisenden Einschienenbahn wurde mit einer Kombination von Modellen, CGI und Studioaufnahmen verwirklicht.

### Batmobil

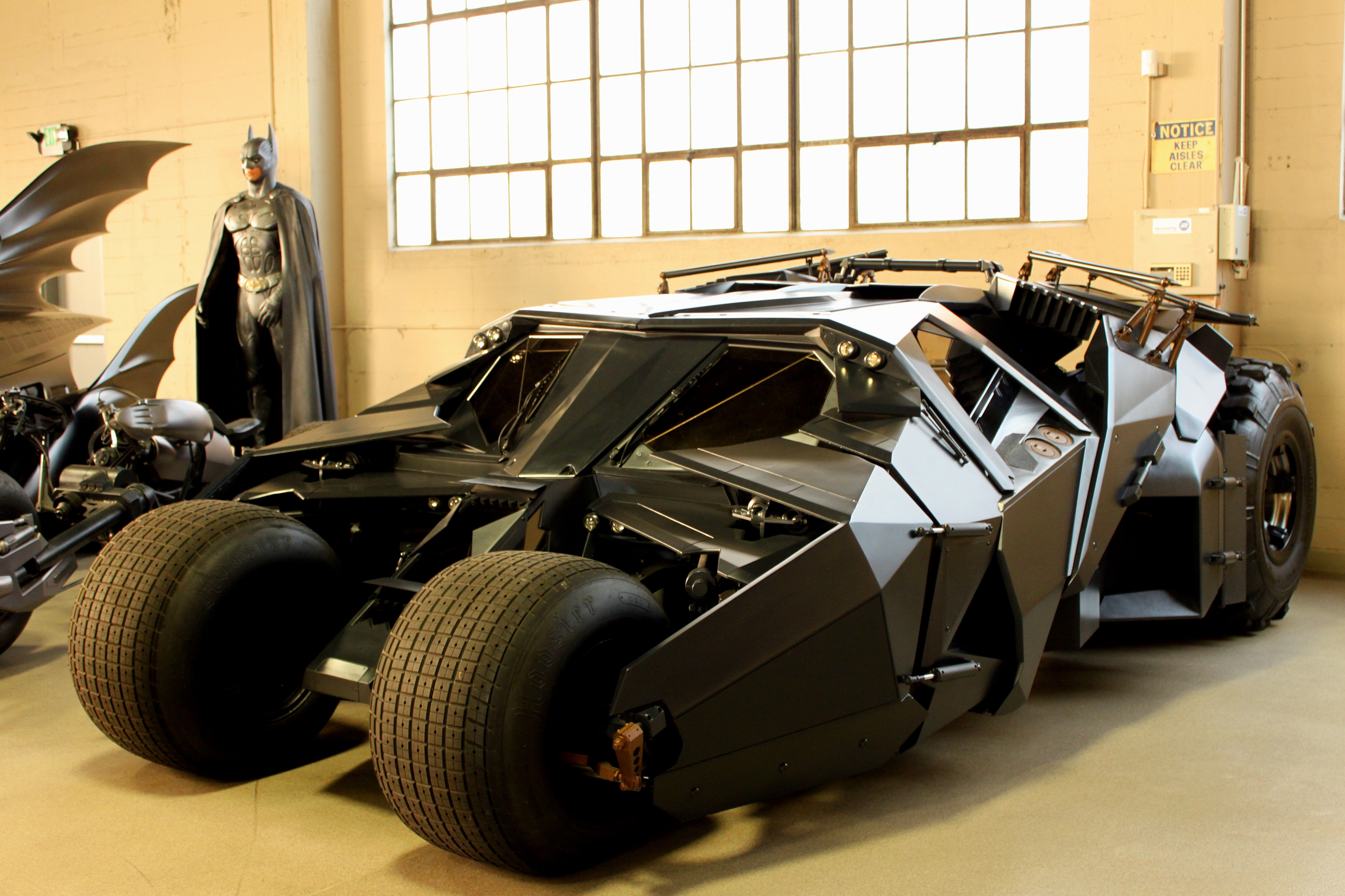
Der „Tumbler“

Im Film wurde der „Tumbler“ als ein gepanzertes Brückenfahrzeug für Kriegsgebiete vorgestellt. Entwickelt von der Abteilung für Angewandte Wissenschaften bei Wayne Enterprises schaffte der Tumbler es nie über den Prototypen-Status hinaus und wurde später von Bruce Wayne zum Batmobil umgestaltet.

### Soundtrack
Der Soundtrack wurde – wie auch der des Nachfolgers The Dark Knight – gemeinsam von Hans Zimmer und James Newton Howard produziert; zudem wirkte Ramin Djawadi mit. Alle Tracks auf dem Album sind wissenschaftliche Bezeichnungen von Fledermausgattungen. Zudem bilden die Anfangsbuchstaben der Tracks 4 bis 9 das Wort BATMAN. Der gesamte Soundtrack ist etwa 60:30 Minuten lang und erschien am 13. Juni 2005 im deutschen Handel.
Trackliste
1. Vespertilio
2. Eptesicus
3. Myotis
4. Barbastella
5. Artibeus
6. Tadarida
7. Macrotus
8. Antrozous
9. Nycteris
10. Molossus
11. Corynorhinus
12. Lasiurus

## Synchronisation
Die deutsche Synchronisation entstand nach einem Dialogbuch von Klaus Bickert und unter der Dialogregie von Tobias Meister im Auftrag von R.C. Production. Tōru Tanabe sprach Ra’s al Ghuls Doppelgänger auch in den Synchronfassungen für Frankreich und Spanien.
| Rolle                            | Darsteller     | Synchronsprecher   |
| -------------------------------- | -------------- | ------------------ |
| Bruce Wayne/Batman               | Christian Bale | David Nathan       |
| Alfred Pennyworth                | Michael Caine  | Jürgen Thormann    |
| Lucius Fox                       | Morgan Freeman | Klaus Sonnenschein |
| James Gordon                     | Gary Oldman    | Udo Schenk         |
| Rachel Dawes                     | Katie Holmes   | Dascha Lehmann     |
| Henri Ducard/Ra’s al Ghul        | Liam Neeson    | Bernd Rumpf        |
| Dr. Jonathan Crane/The Scarecrow | Cillian Murphy | Norman Matt        |
| Carmine Falcone                  | Tom Wilkinson  | Lutz Riedel        |
| William Earle                    | Rutger Hauer   | Thomas Danneberg   |
| Ra’s al Ghuls Doppelgänger       | Ken Watanabe   | Tōru Tanabe        |

## Kritiken
Die Website Rotten Tomatoes ermittelte für den Film einen Wert von 85 % positiven Rezensionen durch Fachkritiker, während 94 % des Publikums dem Film eine positive Wertung bescheinigen (Stand: Mai 2025). Viele Kritiker fanden Gefallen an der realistischeren Herangehensweise. Vor allem der Schwerpunkt auf Bruce Waynes Trauma und die Motive, die ihn dazu bewegen, als Fledermaus verkleidet gegen das Verbrechen zu kämpfen, wurden gut aufgenommen, wobei aber auch die Schwerfälligkeit kritisiert wurde, mit der diese Motive dargestellt werden.
Cinema.de beschreibt den Film als „Realistisch verfremdeter Kino-Comic mit dem besten Batman-Darsteller aller Zeiten“. Auch die „hervorragende“ Besetzung sowie die „verblüffend realistische […] Übertragung selbst surrealster Comic-Imaginationen“ wurde gelobt. Filmstarts attestiert den zahlreichen Dialogen „Tiefgang“. So „[wirken] die knackigen One-Liner nie deplaziert und Leerlauf kommt zwischen den actionfreien Passagen auch nie auf“.
Prisma dagegen bemängelt „trotz starker Charaktere und guter Story“ die schlechte Inszenierung. „Nur in den ruhigen, dunklen Bildern überzeugend, nerven bald schon die schlecht in Szene gesetzten Action-Wackelbilder, bei denen man absolut nichts erkennen kann.“
Dem Lexikon des Internationalen Films gefiel der Film, da er „sich ungewöhnlich viel Zeit für die psychologische Motivierung des Superhelden“ nehme und „statt eindimensionaler Gut-Böse-Verhältnisse ein komplexes Bild einer korrumpierten, von harschen sozialen Gegensätzen gezeichneten Welt“ zeichne, „in der die Figuren in moralischen Grauzonen agieren.“
Der Filmwissenschaftler Terence McSweeney ging in seinem Buch The ‘War on Terror’ and American Film: 9/11 Frames Per Second auch auf Nolans Batman-Trilogie ein. Dabei habe der Regisseur, in dessen Filmen generell kaum gesellschaftspolitische Kritik oder Provokationen zu finden seien, es geschafft, mit Batman Begins keine Angriffsfläche für eine gegebenenfalls rassistische oder stereotypische Darstellung des arabischstämmigen Antagonisten Ra’s Al Ghul zu bieten, während er Batman gleichzeitig positive amerikanische Werte zuschreibt.

## Auszeichnungen
Oscarverleihung 2006
- Nominierung in der Kategorie Beste Kamera für Wally Pfister

British Academy Film Awards 2006
- Nominierung in der Kategorie Beste visuelle Effekte für Janek Sirrs, Dan Glass, Chris Corbould und Paul J. Franklin
- Nominierung in der Kategorie Bestes Szenenbild für Nathan Crowley
- Nominierung in der Kategorie Bester Ton für David Evans, Stefan Henrix und Peter Lindsa

Saturn Award 2006
- Auszeichnung in der Kategorie Bester Fantasyfilm für Emma Thomas, Charles Roven und Larry J. Franco
- Auszeichnung in der Kategorie Bestes Drehbuch für Christopher Nolan und David S. Goyer
- Auszeichnung in der Kategorie Bester Hauptdarsteller für Christian Bale
- Nominierung in der Kategorie Beste Regie für Christopher Nolan
- Nominierung in der Kategorie Beste Spezialeffekte für Janek Sirrs, Dan Glass, Chris Corbould und Paul J. Franklin
- Nominierung in der Kategorie Bester Nebendarsteller für Liam Neeson
- Nominierung in der Kategorie Beste Nebendarstellerin für Katie Holmes

MTV Movie Awards 2006
- Auszeichnung in der Kategorie bester Held für Christian Bale
- Nominierung in der Kategorie Bester Film für Emma Thomas, Charles Roven und Larry J. Franco
- Nominierung in der Kategorie Bester Filmbösewicht für Cillian Murphy

VES Awards 2006
- Auszeichnung in der Kategorie Herausragende künstliche Umgebung in einem Spielfilm für Alex Wuttke, Pete Bebb, Dayne Cowan und Imery Watson

Deutsche Film- und Medienbewertung (FBW)
- Filmprädikat „wertvoll“[24]

## Adaption
Panini Comics brachte zum Filmstart im Jahr 2005 die Comic-Adaption des Films im deutschsprachigen Raum als Batman Begins: Film-Adaption heraus. Die im US-Original bei DC Comics als Batman Begins Movie Adaptation erschienene Geschichte wurde von Scott Beatty geschrieben und von Kilian Plunkett gezeichnet.

## Fortsetzungen
Schon nach dem ersten Wochenende der Veröffentlichung entstanden Spekulationen über mehrere Fortsetzungen. Hauptdarsteller Christian Bale schlüpfte dafür erneut in die Rolle des Batman. Auch Morgan Freeman, Gary Oldman und Michael Caine wurden für den zweiten und dritten Teil der Trilogie verpflichtet.
In einem Interview der Filmzeitschrift Cinema erklärte Christian Bale, dass er einen Vertrag über insgesamt drei Batman-Teile abgeschlossen habe und in den nächsten beiden Filmen der Joker und Harvey Dent (Two-Face) mitwirken werde. Des Weiteren tritt ebenfalls in beiden nachfolgenden Teilen The Scarecrow jeweils in Form von Kurzauftritten in Erscheinung. Anfang August 2006 bestätigte das Filmstudio Warner Bros., dass Heath Ledger bereits für die Rolle des Joker unterschrieben habe, nachdem Robin Williams mehrmals angefragt hatte, jedoch abgelehnt wurde. Ein erstes Bild Ledgers in seiner Rolle sollte das britische Filmmagazin Empire als Titelbild auf seiner Januarausgabe 2008 veröffentlichen, es wurde aber kurioserweise bereits im November 2007 auf der Internetseite comingsoon.net gezeigt. Die Fortsetzung von Batman Begins hatte seine Premiere am 21. August 2008 unter dem Titel The Dark Knight in den deutschen Kinos. Heath Ledger verstarb unerwartet am 22. Januar 2008 an einer Überdosis Tabletten kurz nach Abschluss der Dreharbeiten.
Im Juli 2012 erschien der dritte und letzte Teil der Trilogie unter dem Namen The Dark Knight Rises. An der Seite von Christian Bale, Morgan Freeman, Michael Caine und Gary Oldman sind Tom Hardy als Bane, Marion Cotillard als Talia al Ghul und Anne Hathaway als Selina Kyle/Catwoman zu sehen.